# عبد الستار الكيلاني
عبد الستار هاشم سعيد الكيلاني،  لواء مهندس متقاعد، باحث في التاريخ.

## الولادة والنشأة
ولد في مدينة بعقوبة سنة 1374هـ/1955م، لأبوين عراقيين عربيين ينتميان إلى العائلة الكيلانية، ومن نفس الفرع الذي ينتمي له رشيد عالي الكيلاني، رئيس الوزراء العراقي السابق، من ذرية يحيى بن حسام الدين الكيلاني، حفيد الشيخ عبد القادر الكيلاني، وكان والده الحاج هاشم سعيد الكيلاني، اماما وخطيبا في عدة مساجد عراقية معروفة وهو عم الدكتور جمال الدين فالح الكيلاني المؤرخ المعروف.

## خدماته العسكرية
- تخرج من الجامعة التكنولوجية العراقية، والتحق بالكلية العسكرية الثانية، وسافر خلال عمله إلى عدة دول منها فرنسا وألمانيا ويوغسلافيا وروسيا وبريطانيا.
- التحق بعدة دورات عسكرية، وكان الأول في دورات الهندسة والتعبية الصغرى والأسلحة الخفيفة.
- عمل مع عدة ضباط يفخر بهم مثل، اللواء الركن الدكتور المهندس سهيل سعيد حمو ، والفريق الركن ياسين المعيني، الفريق الركن سليمان ثويني، اللواء غازي شكر.
- وأشتغل في عدة مناصب منها:
  - آمر معمل متقدم في العمارة .
  - آمر معمل متوسط -46 .
  - آمر معمل متوسط -28 .
  - آمر هندسة فرقة -38 .
  - آمر معمل المعدات الثقيلة .
  - آمر محطة توليد الطاقة .
- تقاعد برتبه لواء مهندس، سنة 2003، و هو متفرغ للكتابة التاريخية.

## مؤلفاته
له مؤلفات كثيرة أهمها:
- الإمام أحمد بن حنبل الشيباني سيرة تاريخية.
- معارك العرب الحاسمة.
- نظرات في الحرب الحديث.
- تنظيمات الجيش العربي في صدر الدولة العباسية (بالاشتراك مع ضباط أخرى ن).
- معركتنا مع الصهيونية (محاضرة ألقاها في مقر اتحاد الطلبة الفلسطيني ببغداد) نشرها الاتحاد بكراس.
- دراسة وتحقيق شجرة نسب (ذرية السيد يحيى بن حسام الدين الكيلاني النقيب في محافظة ديالى) .
- فصل في كتاب موسوعة ال البيت لفتحي سلطان، الخاص بالاسرة الكيلانية في العراق، مساهمة واعداد .
- مقالات عسكرية وتراثية نشرها في المجلة العسكرية ومجلة الركن والصحف العراقية والعربية.

## تحقيق علمي
- تحقيق: «شجرة النسب التاريخية لآل حسام الدين الكيلاني النقيب» لعبد الستار الكيلاني pdf.